# Гайворонський Іван Григорович
Іван Григорович Гайворонський (* 4 серпня 1939) — український футбольний функціонер. Член виконкому Федерації футболу України, віце-президент Асоціації аматорського футболу України, голова комітету масового футболу Федерації футболу України. Перший віце-президент Федерації футболу Донецької області. Голова і президент «Шахтаря» (Донецьк) протягом 1989—1994 років. Заслужений працівник фізичної культури та спорту України. Нагороджений орденом «За заслуги» ІІІ ступеня (2006), грамотою Верховної Ради України.

## Життєпис
Українець за національністю. Закінчив Московський державний інститут фізичної культури та спорту.
1959—1962 — військова служба. Розпочав свою трудову діяльність у 1962 році інструктором-методистом Слов'янського содового комбінату.
З 1964 по 1967 рр. працював директором ДЮСШ, де були підготовлені, зокрема футболісти Михайло Соколовський і Анатолій Зима — гравці основного складу донецького «Шахтаря».
З 1964 по 1967 рр. працював директором ДЮСШ. У 1967 році був обраний головою Слов'янського міського ДСТ «Авангард». У 1973—1978 рр. — голова Слов'янського міськспорткомітету. У 1978 р. обраний головою Донецької обласної Ради ДСТ «Спартак», де працював до 1986 року. У 1986—1989 рр. — директор Центрального стадіону «Шахтар» м. Донецька.
У 1989 — 1991 роках — голова футбольного клубу «Шахтар» (Донецьк). Протягом 1991 — 1994 — президент ФК «Шахтар» (Донецьк). З 1994 до 1995 року — віце-президент ФК «Шахтар» Донецьк.
Член виконкому Федерації футболу України, віце-президент Асоціації аматорського футболу України, голова комітету масового футболу Федерації футболу України.
Одружений. Має двох дітей.